# Алтавила Силентина
Алтавѝла Силентѝна (на италиански: Altavilla Silentina; на неаполитански: Autavidda, Аутавида) е градче и община в Южна Италия, провинция Салерно, регион Кампания. Разположено е на 319 m надморска височина. Населението на общината е 6997 души (към 2010 г.).